# Aphelinus certus
Aphelinus certus je vrsta parazitske osice, ki je domorodna v Aziji. Njene ličinke zajedajo sojino uš in druge vrste listnih uši.

## Vnos v Severno Ameriko
A. certus je bila v Severni Ameriki prvič opažena leta 2005, tja pa je prišla verjetno skupaj ali kmalu za prihodom sojine uši.
A. certus verjetno zajeda tako domorodne kot invazivne vrste listnih uši v Severni Ameriki, saj ima relativno velik nabor gostiteljev.